# Heterusia fidoniata
Heterusia fidoniata là một loài bướm đêm trong họ Geometridae.